# Bushnell, Florida
Bushnell är administrativ huvudort i Sumter County i den amerikanska delstaten Florida. Orten har fått sitt namn efter ingenjören och lantmätaren John W. Bushnell som anlitades när järnvägen byggdes från Bushnell till Lake Panasoffkee. Countyts huvudort flyttades 1912 till Bushnell från Sumterville. Bushnell besegrade Wildwood i en omröstning med 657 röster mot 648.